# No Bra
No Bra (のーぶら?) es una serie de manga escrita e ilustrada por Kenjiro Kawatsu. Se serializó en la Gekkan Shōnen Champion entre 2002 y 2004. Cuenta la historia de Masato Kataoka, un estudiante de secundaria cuyo amigo de la infancia, Yuki Nomura, un día se muda con él. A causa del bello rostro, las vestimentas de mujer que usa y las características aparentemente femeninas de Yuki, Masato está extremadamente feliz con su nueva vida, hasta que la madre de Yuki lo llama y le cuenta que Yuki es hombre, algo que él no recordaba. La historia gira alrededor de la relación de Masato con Yuki y su lenta resistencia desintegradora a desarrollar sentimientos románticos por él.

## Trama
Años antes del comienzo de No Bra, Masato Kataoka y Yuki Nomura eran amigos de la infancia, a pesar de que fueron posteriormente separados. Masato olvida pronto todo acerca de la amistad y Yuki aún atesora esos recuerdos. Masato crece y se convierte en estudiante de la academia privada Meikyuu, mientras que Yuki se traslada de colegio en colegio, nunca muy acoplado a razón de su travestismo y características femeninas. Un día, de alguna manera, Yuki se muda con Masato y comienza a ir a Meikyuu. Yuki pronto se convierte en una de las «chicas» más populares de la clase, junto con Kaoru Oozora, de la que Masato está anamorado. Mientras tanto, Yuki continua rehusándose a todas las súplicas de Masato para que actúe de una manera más masculina, forzando a Masato a detener cualquier idea de convivir con él, mientras que también malabarea sus sentimientos por Yuki y Kaoru.

## Personajes
- Masato Kataoka (片岡 正人 Kataoka Masato?) es un estudiante de la academia privada Meikyuu y vive por su cuenta en Tokio. Siempre usa camisas hawaianas y es mejor amigo de Hideki Nogami. Suele expresar su opinión ante situaciones que considera injustas. Sueña despierto constantemente con el sexo opuesto —o con Yuki en el cuerpo de mujer—, pero también se confunde cuando ve atractivo a Yuki, a pesar de que este es biológicamente hombre. Masato y Yuki fueron amigos de la infancia, pero él no recuerda nada de ese período de tiempo,[1] para disgusto de Yuki.

- Yuki Nomura (野村 ユウキ Nomura Yūki?) es el amigo de la infancia de Masato, aunque a diferencia de este, recuerda y atesora la amistad. Desde que se separaron, Yuki ha estado dejando crecer su cabello; cuando Masato finalmente le convence de cortarlo, Yuki acepta porque representa un «momento de su reencuentro».[1] Sus características naturalmente femeninas causan que todos excepto Masato crean que es una muchacha; los intentos de Masato de convencer a la gente de lo opuesto usualmente resultan en ellos menospreciándolo e insultándolo.[2] Por lo tanto, Yuki es extremadamente popular con el resto de los muchachos de su clase, a pesar de que afirma que la única persona a la que ama es Masato. Su familia cree que es travesti, algo incorrecto ya que en capítulos posteriores la mayoría de personajes reconoce que tiene «corazón de muchacha y cuerpo de muchacho»; en consecuencia, es más bien transgénero.

- Hideki Nogami (野上 秀樹 Nogami Hideki?) es el mejor amigo de Masato. Desconoce que Yuki es un varón y está determinado a hacer que Masato se enamore de este. Posee mucho sobrepeso, a pesar de eso usa esa condición para su beneficio, en un punto usando su masivo cuerpo como escudo humano para que Masato pueda cargar a un borracho Yuki y alejarlo de admiradores masculinos. Hideki es también apodado «Hidepon» en el manga.[3]

- Kaoru Oozora (大空 薫 Ōzora Kaoru?) es la muchacha más popular en la clase, es buena competidora de atletismo y tiene altas calificaciones.[3] Masato está enamorado de ella, al punto de reprenderse constantemente por estar muy afuera de su liga. De cualquier manera, Masato ha ayudado a Kaoru en muchas ocasiones, algunas de las cuales Masato ni siquiera recuerda, y esto causa que Kaoru desarrolle ciertos sentimientos por él. Hideki nota esto y se enfada, ya que prefiere a Yuki para su amigo, y a menudo trata de separarlos. En el capítulo 18, se desvela que «Maa-kun» es en realidad Kaoru. Ella era «Masato Kaoru» hasta que su madre se casó de nuevo y cambió su nombre de «Masato» a «Oozora».

- Mariko Mizutani (水谷 麻理子 Mizutani Mariko?) es la maestra de Masato, Yuki, Hideki y Kaoru. Se da cuenta de que Yuki y Masato viven juntos observando su dirección y pronto saca provecho, ya que para evitar que la despidan y para pagar sus muchas deudas, se muda con ellos. Es ruda, libertina, irresponsable y tiende a beber en exceso. Induce a Yuki a beber con ella y gasta todo su salario en bienes caros en vez de pagar las deudas. Preocupada solo por su bienestar y confort, hace todo lo posible para hacer su vida más fácil a expensas de otros. Más tarde, le ofrece a Masato que tenga experiencias sexuales con ella para continuar viviendo en su casa.